# Arna (Umbrien)
Arna (griechisch Ἄρνα) war eine antike Stadt in der italienischen Landschaft Umbrien. Sie lag beim heutigen Civitella d’Arna, einem östlich von Perugia gelegenen Ortsteil, auf einem Hügel oberhalb des Tiber. Dort sind einige archäologische Überreste gefunden worden. Inschriften belegen das Vorhandensein von seviri Augustales und eines Duumvirn sowie Quästors der Stadt. Arna wird von den antiken Schriftstellern Plinius, Silius Italicus und Ptolemaios erwähnt. Auf ein Bistum der Stadt geht das Titularbistum Arna der römisch-katholischen Kirche zurück.